# انیس بدری
انیس بدری (انگلیسی: Anice Badri؛ زادهٔ ۱۸ سپتامبر ۱۹۹۰) بازیکن فوتبال اهل تونس است.
از باشگاه‌هایی که در آن بازی کرده‌است می‌توان به باشگاه فوتبال لیل و باشگاه فوتبال اسپرانس تونس اشاره کرد.